# هيلين كليفنغر
هيلين كليفنغر (بالإنجليزية: Helen Clevenger؛ 4 نوفمبر 1917 – 16 يوليو 1936) كانت عضوًا في الديانة البهائية وطالبة جامعية أمريكية قُتلت في أشفيل بولاية كارولاينا الشمالية في 16 يوليو 1936.

## النشأة والتعليم
ولدت هيلين إيرين كليفنغر في 4 نوفمبر 1917، في واشنطن العاصمة، لوالديها جوزيف إف كليفنغر وماري، (اسم الولادة) ديسباخ/دريسباخ. وُلِد كلا الوالدين في ولاية أوهايو وتزوجا في عام 1902 في كولومبوس، بينما كانا يعملان كمدرسين. باستخدام مواد من ولاية أوهايو، أنشأ جوزيف دراسة عن فطريات فيلاشورا ونشرها في عام 1905 بالإضافة إلى مقالة موجزة عن استخدام حمض الهيدروكلوريك لإعداد الشرائح. توفي أطفال عائلة كليفينجرز في عامي 1910 و1915 أثناء إقامتهم في شيكاغو ثم في أوهايو. بينما كان جوزيف مدرسًا في إحدى الكليات أثناء إقامتهم في شيكاغو. بحلول عام 1918، أصبح جوزيف مرئيًا وهو يعمل من واشنطن العاصمة مع مختبر علم الأدوية في قسم الكيمياء، في وزارة الزراعة، وغالبًا ما كان ينشر مع كلير أولين إيوينج حتى تركت القسم في عام 1919. تم تسجيل جوزيف للتجنيد في الحرب العالمية الأولى في 12 سبتمبر 1918 في واشنطن العاصمة. كان آل كليفنغر يعيشون في شارع الخامس شمال غرب وكان يعمل في مكتب الكيمياء في وزارة الزراعة. في عام 1920 كانت عائلة كليفنغر لا تزال هناك مع ثلاثة آخرين من أصحاب الغرف في عام 1920. واصل جوزيف العمل مع مختبر علم الأدوية في واشنطن العاصمة حتى عام 1925. في عام 1927 انتهى جوزيف من رسم خريطة لرحلات الباب وبهاءالله، مؤسسي الدين البهائي، ونشرت في المجلد الثاني من كتاب العالم البهائي كما وافق عليها شوقي أفندي، رئيس الدين آنذاك.
في عام 1930، امتلك آل كليفينجر منزلًا بقيمة 5500 دولار أمريكي في عام 1930، (أكثر من 88000 دولار أمريكي في عام 2021) في شارع هاوتون في بلدة جريت كيلز غير المدمجة، جزيرة ستاتن، وكان يعمل كعالم في الحكومة الفيدرالية. بحلول يناير 1932، أصبح جوزيف مرئيًا كطبيب صيدلاني في محطة نيويورك التابعة لإدارة الغذاء والدواء الفيدرالية، حيث استمر في الخدمة حتى عام 1935 على الأقل.
نشأ كليفنغر كعضو في الديانة البهائية، وهي ديانة العائلة، وتخرج من مدرسة توتنفيل الثانوية [الإنجليزية] في عام 1934. كانت عضوًا في جمعية تكريم المدرسة أريستا، ورئيسة تحرير مجلة المدرسة الثانوية الملخص والخطيب. كانت واحدة من 76 طالبًا حصلوا على شهادة للمشاركة في مسابقة الرياضيات في المدرسة الثانوية في نيويورك، وتم الإعلان عنها في الأول من يوليو كواحدة من 39 طالبًا حصلوا على منح دراسية في جامعة نيويورك للعام الدراسي 1936–1937. واصلت تعليمها في جامعة نيويورك، وخططت لاتباع والدها ككيميائية. عاشت العائلة في شارع هوتون، في جزيرة ستاتن.

## الموت وما بعده
قال والد هيلين "... خوفًا من أن أقيد ابنتي بحياتي وأفكاري أكثر من اللازم، رتبت لها زيارة أقاربها في ولاية كارولينا الشمالية والسفر مع عمها بيلي." كانت آنذاك في أشفيل بولاية كارولينا الشمالية، تسافر مع عمها، ويليام لياندر كليفنغر، 1881–1951، أستاذ في كلية ولاية كارولينا الشمالية. أثناء وجوده في أشفيل، قُتل كليفنغر. "كان وجه كليفنغر المقلوب عبارة عن عجينة دموية". أشارت شهادة وفاة كليفنغر إلى أنها توفيت بسبب جرح ناتج عن طلق ناري من رصاصة عيار 32 من خلال تشريح الجثة أثناء وجودها في فندق باتري بارك [الإنجليزية] باسم هيلين آي كليفنغر من جريت كيلز، ستاتن آيلاند، نيويورك، وتوفيت في 16 يوليو 1936، حوالي الساعة 1 صباحًا. وقد وجدت وهي ترتدي خاتمًا بهائيًا يحمل رمز الحجر الخاتم. وقد لوحظت استفسارات مع البهائيين في نيويورك بناءً على التغطية.
بحلول 23 يوليو، كانت التغطية الصحفية كبيرة بالفعل مع قيام المراسلين بالاتصال أو إرسال التقارير عبر التلغراف في جميع أنحاء البلاد. اتصلت الصحف اللندنية بشأن هذه القصة، وأفادت التقارير أن الصحف الأوروبية نشرت الخبر في صحفها أيضًا. أجرت الشرطة المحلية مقابلات مع العديد من الشهود والمشتبه بهم المحتملين في جريمة القتل قبل أن تعتقل أخيرًا عامل النظافة الليلي الجديد نسبيًا العمر 22 عامًا في أحد الفنادق، مارتن مور. وادعى مور أنه تعرض للضرب من قبل المحققين لإرغامه على تقديم اعتراف مكتوب بينما كان بريئًا حقًا. تم إعدام مور في غرفة الغاز في رالي، كارولاينا الشمالية، في 11 ديسمبر 1936.
أبلغ الشريف مراسلي الصحف يوم الأحد 9 أغسطس، وقد دفع البعض مقابل الوصول إلى القصة. كان المصور لتغطية الصحيفة للاعتراف وإعادة تمثيل الجريمة هو الوظيفة الوحيدة التي قام بها كمصور على الإطلاق. نُشرت مراجعة متعددة الصفحات للقضية في عام 1942. توفيت والدتها في عام 1943 بعد سنوات من المضاعفات الطبية وتقاعد والدها في عام 1945، من الوظيفة الحكومية بعد حوالي عام.
لاحظ الدكتور جايل غراهام، عضو هيئة التدريس بجامعة ويسترن كارولينا ومحرر مراجعة الأقران في مجلة جمعية مؤرخي كارولينا الشمالية، أن "مفارقة القضية ["البحث عن قاتلها، والتعرف السريع على المتهم الأمريكي من أصل أفريقي ومحاكمته وإعدامه"] تكمن في انتماء كليفنغر إلى الديانة البهائية... كان البهائيون الأمريكيون على خلاف صارخ مع معظم الديانات السائدة الأخرى في تأكيدهم الراسخ على المساواة بين البشر. إن [مبادرات المجتمع مقابل سياق المجتمع] في الجنوب الكونفدرالي السابق أمرٌ مثير للدهشة. [وفاة] مور خالفت المبادئ التي عاشت بها هيلين كليفنغر."

### التمثيليات
تم كتابة المسرحيات في مجلات الجرائم الحقيقية بدءًا من أكتوبر 1936 بما في ذلك المحقق الحقيقي وتم كتابة نسخة منها واعتمادها من قبل الشريف في دراما إذاعية تم بثها في أبريل ويوليو 1937. تمت كتابة مسرحية حول هذه الحادثة في عام 2014.

## الاهتمام الحديث
تذكر القصص الخيالية التي تتناول الأشباح في الأدبيات أماكن تواجد كليفنغر حيث قُتلت، فندق باتري بارك، والذي أصبح الآن شقق باتري بارك منذ عام 1996 وحتى عام 2015.
في عام 2010، أقام مركز السياحة والمتحف المجاني في أشفيل، الذي أداره جوشوا ب. وارن، معرضًا عن كليفنغر كجريمة قتل لم تُحل. كما قدمت آن تشيسكي سميث من جامعة جورجيا عرضًا في الأوساط الأكاديمية حول جريمة القتل والمحاكمة وإعدام مور، في عام 2016.
أشارت صحيفة سيتيزن تايمز في أشفيل إلى القضية عدة مرات: 2015 و2019. وهذا ما فعلته صحيفة نيويورك ديلي تايمز في عام 2017. هناك أيضًا تكهنات بأنها كانت حالة خطأ في الهوية في عام 2017، وتمت الإشارة إليها في قصة أخرى من مسابقة القصص القصيرة. تناولت بودكاست أسرار الجنوب القضية في عام 2019، كما فعلت المراجعة التي تركز على التاريخ مع وجهة نظر حول القضية، مع ثالثة في عام 2020. في عام 2021، نشرت آن تشيسكي سميث تاريخًا علميًا للقضية: ما هو معروف موضوعيًا عن جريمة القتل، والمحاكمة، والمشتبه به المحتمل، وما حدث لمارتن مور وجثته بعد ذلك. في عام 2023، نُشر مقال علمي في مجلة محكمة يلخص حياة كليفنغر أثناء نشأتها، ومشاركتها وعائلتها في المجتمعات البهائية في واشنطن العاصمة ومدينة نيويورك، والمعايير الدينية التي عاشوا بها.

## للقراءة الإضافية
Smith، Anne Chesky (2021). Murder at Asheville's Battery Park Hotel: the search for Helen Clevenger's killer. History Press US. ISBN:9781467145602. OCLC:1252763042.
Kolins، Steven (سبتمبر 2023). Graham، Gael (المحرر). "The Life, Faith, and Death of Helen Clevenger (1917-1936)". The Journal of the North Carolina Association of Historians. North Carolina Association of Historians. ج. 31: 43–68. ISSN:1078-4330. OCLC:52634307.
Sella، Andrea (30 مايو 2024). "Clevenger's separator". Chemistry World. The Royal Society of Chemistry (Great Britain). ISSN:1749-5318. OCLC:54356261. مؤرشف من الأصل في 2025-01-16.